# Mitte (Darmstadt)
Mitte, Darmstadt-Mitte — dzielnica miasta Darmstadt w Niemczech, w kraju związkowym Hesja.